# Rigolboche
Pour les articles homonymes, voir Badel.
Pour son évocation au cinéma, voir Rigolboche (film).
Rigolboche, de son vrai nom Amélie Marguerite Badel, surnommée « la Huguenote » (Nancy, 13 juin 1842 - Bobigny, 1er février 1920) est une danseuse française, qui fit la gloire du cancan sous le Second Empire.
Son surnom Rigolboche est un terme d'argot formé du mot rigolo et du suffixe -boche, désignant un plaisantin, une personne très drôle.

## Biographie
Elle se produisait au Bal Mabille avec Céleste Mogador quand Léon Sari l'engage aux Délassements-Comiques. Elle y débute en 1858 dans Folichons et Folichonnettes d'Arthur et Paul Delavigne, neveux de Casimir Delavigne.
« Rigolboche n'était pas belle, mais elle dansait comme un ange — en rupture d'Éden. Elle avait une élégance ! une témérité ! une souplesse de reins d'un risqué ! des effets de bras d'une extravagance ! des effets... oh ! des effets de jambes surtout ! des effets de jambes incendiaires à en faire voir trente-six chandelles à la Morale. Une Fanny Elssler canaille, quoi ! »
« Elle était absolument le débardeur de Gavarni : petite blouse de soie flottante, chapeau gris bossé et défoncé... Sa danse était la chose du monde la plus audacieuse et la plus fantaisiste. C'était bien le cancan, mais non le cancan brutal et violent des bals de barrière... » écrira Georges Cain en 1920.
Christian-Jaque s'inspira de sa vie pour son film Rigolboche tourné en 1936 avec Mistinguett dans le rôle titre.

## Hommage
En 1861, une nouvelle variété de fuchsia fut baptisée Rigolboche.

## Note
1. ↑  Alfred Delvau dans Les lions du jour, éd.Dentu, 1867
2. ↑  Georges Cain, Anciens théâtres de Paris, Paris, 1920, p. 27.
3. ↑  Jardins de France, p. 418,  éd. Société nationale de France, 1861.